# Relaciones Chile-Palaos
Las relaciones Chile-Palaos son las relaciones internacionales entre la República de Chile y la República de Palaos.

## Historia

### sigloXX
Las relaciones diplomáticas entre Chile y Palaos fueron establecidas el 24 de noviembre de 1999.

## Relaciones comerciales
En 2022, el intercambio comercial entre ambos países era muy marginal, constando únicamente de exportaciones de Palaos a Chile de tractores con motor diésel.

## Misiones diplomáticas
- Chile La embajada de Chile en las Filipinas concurre con representación diplomática a Palaos en materias políticas,[3] mientras que para los asuntos consulares la representación chilena la efectúa la Sección Consular de Chile en Manila.
- Palaos no tiene una acreditación para Chile.